# Objeto subestelar

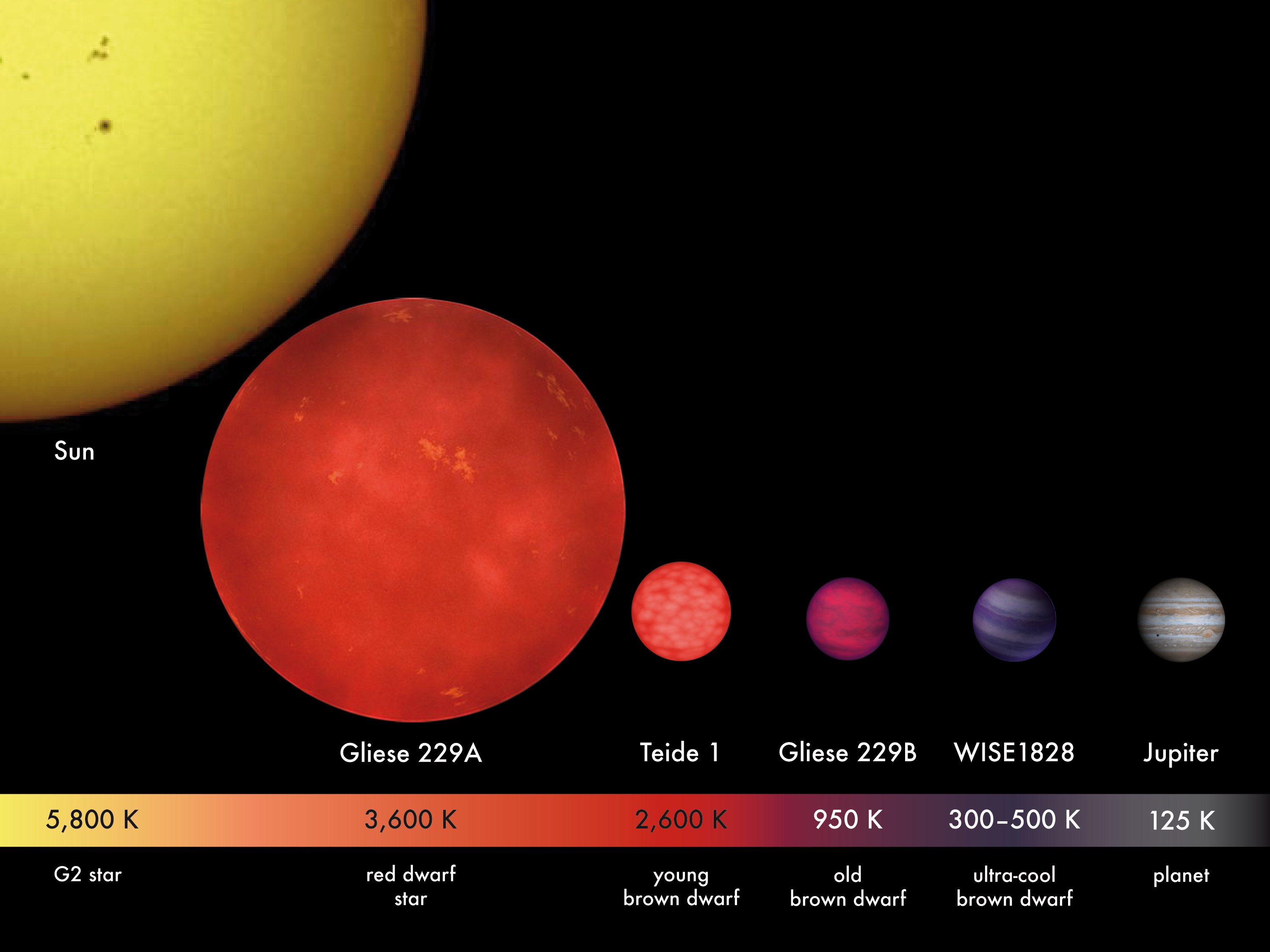
Imagen de MPIA / V. Joergens que compara el tamaño relativo estimado de Júpiter y las enanas marrones WISE 1828+2650, Gliese 229B y Teide 1 en comparación con el Sol y la enana roja Gliese 229A

Un objeto subestelar (también denominado en ocasiones subestrella), es un cuerpo astronómico cuya masa es menor que la masa más pequeña con la puede mantenerse activo un proceso de fusión nuclear (aproximadamente 0.08 masas solares). Esta definición incluye a los cuerpos denominados enanas marrones y a antiguas estrellas similares a EF Eridani B. También puede incluir objetos con masa planetaria, independientemente de su mecanismo de formación y si están o no asociados con una estrella primaria.
Suponiendo que un objeto subestelar tenga una composición similar a la del Sol y al menos la masa de Júpiter (aproximadamente 10−3 masas solares), su radio será comparable al de Júpiter (aproximadamente 0.1 veces el radio solar) independientemente de su masa (las enanas marrones tienen algo menos de 75 masas de Júpiter). Esto se debe a que el centro de dichos objetos subestelares, cuya masa se sitúa justo por debajo del límite de combustión del hidrógeno, está formado en su mayoría por materia degenerada, con una densidad de ≈103 g/cm³ (unas 140 veces más densa que el acero), pero este grado de degeneración se reduce con la disminución de la masa hasta que, como en el caso de Júpiter, un objeto subestelar tiene una densidad central inferior a 10 g/cm³ (1,4 veces la del acero). La disminución de la densidad equilibra la disminución de la masa, manteniendo el radio aproximadamente constante.
Los objetos substelares, como las enanas marrones, pueden mantenerse estables por un tiempo indefinido, mientras no reúnan masa suficiente como para fusionar hidrógeno y helio.
Un objeto subestelar con una masa justo por debajo del límite de fusión del hidrógeno puede encender la fusión de hidrógeno temporalmente en su centro. Aunque este proceso le proporcionará algo de energía, no será suficiente para superar el límite de Kelvin-Helmholtz en el objeto. Del mismo modo, aunque un objeto con una masa superior a aproximadamente 0.013 masas solares podría fusionar deuterio por un tiempo, esta fuente de energía se agotará en aproximadamente 106 a 108 años. Además de estas fuentes, la radiación de un objeto subestelar aislado proviene solo de la propagación de su energía gravitatoria, lo que hace que se enfríe y se encoja gradualmente. Un objeto subestelar en órbita alrededor de una estrella se encogerá más lentamente, ya que la estrella lo mantendrá caliente, evolucionando hacia un estado de equilibrio, en el que emite al espacio la misma cantidad de energía que recibe de la estrella.
Los objetos substelares son lo suficientemente fríos como para tener vapor de agua en su atmósfera. Mediante espectroscopia infrarroja es posible detectar el distintivo color del agua en objetos subtelares de tamaño gigante gaseoso, incluso si no están en órbita alrededor de una estrella.

## Clasificación
William Duncan MacMillan propuso en 1918 la clasificación de los objetos subestelares en tres categorías basadas en su densidad y estado de fase: sólido, transicional y oscuro (no estelar) gaseoso. Los objetos sólidos incluyen la Tierra, pequeños planetas terrestres y lunas; con Urano y Neptuno (así como con los planetas de los tipos minineptuno y supertierra) como objetos de transición entre sólido y gaseoso. Saturno, Júpiter y los planetas gigantes gaseosos grandes están en un estado completamente "gaseoso".